# ドライブインもちや
ドライブインもちやは、静岡県富士宮市に所在するドライブインである。

## 概要
朝霧高原南端に位置し、富士山周遊路線の一角である富士宮道路に面するドライブインで、休憩施設とレジャー施設が一体となった複合施設となっている。地元企業である「株式会社もちや」によって運営され、その名が示すように「餅屋」として、草餅やおろし餅などの主力商品を軸に、各種特産品を揃えている。施設名に関して、公式サイトでは「朝霧高原もちや」という名称を用いているが、一般的には単にもちやと呼ばれる事が多く、ウェブサイト上では「もちや遊園地」と明記する例もみられる。
国道139号の有料道路時代から続く歴史をもち、無料開放以後は遊戯施設の強化にも着手し観光地化を進め、近年では観光バス等の団体客の利用が増加している。また、収容数の多い駐車場を備えており、休日にはオフ会の拠点としてもよく利用されている。
近年では折からのキャンプブームとコロナ禍で密を避けるレジャースタイルが好評を博し、併設されたキャンプ場も賑わっている。

## 道路
- 国道139号（富士宮道路）

## 施設
敷地内の施設は、飲食・物販を中心とした休憩施設の「本館」と、遊具やアウトドア施設を備えたレジャー施設の「もちや遊園地」に大別される。

### 本館棟
- 駐車場
  - 大型 30台
  - 小型 320台
  - 二輪 50台
- トイレ
- スナック
  - 駐車場軽食コーナー「もちや焼餅売店」
- レストラン
  - レストラン本館
  - 「朝霧館・巻狩館」(団体専用)
- ショッピングコーナー
- 展示施設「二輪車会館」
  - 二輪車が約160台以上展示され、主に古いものが展示されている。ただし今現在この展示施設「二輪車会館」は、一般公開されておらず閉鎖されている。
- 自動販売機

### 遊園地
遊具やキャンプ場といった遊戯施設を備えたレクリエーションエリア。
- ドッグラン
- もちやキャンプ場
- もちやグラウンドゴルフ場

## 営業時間
- 9:00 - 18:00（レストランは9:00 - 17:30）
- 定休日 無休

## 料金
- 入園料（遊園地）
  - 大人 500円
  - 小学生 300円
  - 幼児（3歳以上） 200円

※ 上記以外の施設利用は無料で、入園料については各種割引制度の適用を受けることができる。

## 交通
自動車
- 西富士道路小泉ICより約30分。
- 中央自動車道河口湖ICより約40分。
- 中央自動車道甲府南ICより約50分。

鉄道
- JR身延線富士宮駅から富士急静岡バス富士山駅方面行きで約30分。